# Ewa Kostrzewska
Ewa Kostrzewska (ur. 1921, zm. 25 sierpnia 2017) – polski chirurg i hematolog, prof. dr hab. n. med.

## Biografia
Pracowała w Instytucie Hematologii w Warszawie, pełniła funkcję kierowniczki Poradni i Pracowni Badań nad Porfirią. Była autorką lub współautorką ponad 100 publikacji naukowych, uhonorowaną medalem Polskiego Towarzystwa Hematologów i Transfuzjologów.
Zmarła 25 sierpnia 2017 r. i została pochowana 7 września 2017 r. starym cmentarzu na Służewie.